# Adelaide di Narbona
Adelaide, Adelaida  in catalano e in spagnolo (prima metà secolo X – 990 circa), è stata una nobile franca, viscontessa consorte di Narbona dal 950 circa, poi viscontessa di Narbona, dal 969 fino alla sua morte.

## Origine
Adelaide era una nobildonna del X secolo figlia di genitori incerti:
- secondo lo storico francese specializzato nella genealogia dei personaggi dell’Antichità e dell'Alto Medioevo, Christian Settipani, era figlia del conte di Tolosa, duca di Settimania, conte di Nîmes e conte d'Albi, duca d'Aquitania e conte d'Alvernia, Raimondo Ponzio I di Tolosa e della moglie Garsenda di Guascogna[2],
- secondo lo storico e genealogista, ungherese, Szabolcs de Vajay, nel suo Estudios Genealogicos, Heraldicos Y Nobiliarios, era la figlia del Conte di Comminges, Arnaldo I[2].

## Biografia

La penisola iberica con a nord la marca di Spagna e Tolosa verso la metà del IX secolo

Adelaide, sia secondo l'albero genealogico della Gran enciclopèdia catalana - vescomtat de Narbona, che secondo Thierry Stasser, nel suo La maison vicomtale de Narbonne aux Xe et XIe siècles, Annales du Midi, viene citata come moglie del visconte di Narbona, Matfredo, prima del 952 e la Gran enciclopèdia catalana - Matfred I de Narbona conferma che Matfredo, visconte di Narbona, aveva sposato Adelaide.

Matfredo, sia secondo l'albero genealogico della Gran enciclopèdia catalana - vescomtat de Narbona, che secondo Thierry Stasser, nel suo La maison vicomtale de Narbonne aux Xe et XIe siècles, Annales du Midi era figlio del Visconte di Narbona, Oddone I, e della moglie Richilda, che, secondo il documento n° LXXII della Marca Hispanica sive Limes hispanicus, era figlia del conte di Barcellona, Gerona e Osona, Goffredo II Borrell, e di Garsinda di Tolosa (Richildes vicecomitissa filia Borelli comitis et filia Garsindis comitissa).
Secondo il documento nº 93 delle Preuves de l'Histoire générale de Languedoc: avec des notes et les pièces, Volume 5, datato 952, Adelaide, assieme al marito, Matfredo (Matfredo vicecomite et uxori tuæ Adalaicis vicecomitissa) compra una proprietà a Creixano (in comitatu Narbonense villam vocabulo Creixano).

Anche Jacqueline Caille, nel suo Vicomtes et vicomté de Narbonne, Des origines au début du xiiie siècle, cita questo avvenimento.
Secondo il documento nº 104, III, delle Preuves de l'Histoire générale de Languedoc: avec des notes et les pièces, Volume 5, datato 959, Matfredo, assieme alla moglie, Adelaide (Matfredus vicecomes et uxor mea Adalaiz) vendono una proprietà ad Aimerico, arcivescovo di Narbona (Aymerico archiepiscopo Narbonae).
Secondo il documento nº 115, III, delle Preuves de l'Histoire générale de Languedoc: avec des notes et les pièces, Volume 5, datato 20 agosto 966, Adelaide, assieme al marito,  Matfredo (Matfredus comes et uxor sua Adalaiz) fecero testamento, disponendo lasciti ai figli, Ermengardo e Raimondo (Ermengaudo filio nostro et fratri suo Raymundo) e alla figlia, Trutgarda (Trudgardæ filiæ nostræ).

Anche Jacqueline Caille, nel suo Vicomtes et vicomté de Narbonne, Des origines au début du xiiie siècle, cita il testamento (Matfred, vicecomes et son épouse Adalais qui nomment leurs fils Ermengaud clerc futur archevêque et Raimond et leur fille Trudgarde), precisando che fu redatto alla partenza di un pellegrinaggio a Roma (Brevis divisionalis à l’occasion de leur départ pour Rome).

Il testamento viene ricordato anche da Thierry Stasser, nel suo La maison vicomtale de Narbonne aux Xe et XIe siècles, Annales du Midi.
Non si conosce l'anno esatto in cui Adelaide rimase vedova. L'ultimo documento in cui viene citato Matfredo è il documento nº 115 delle Preuves de l'Histoire générale de Languedoc: avec des notes et les pièces, Volume 5, di cui sopra. Si sa che morì nella viscontea di Narbona, dopo essere ritornato dal pellegrinaggio a Roma.

A Matfredo succedette il figlio Raimondo, come ci conferma Thierry Stasser, nel suo La maison vicomtale de Narbonne aux Xe et XIe siècles, Annales du Midi.

Comunque nel 969, Adelaide viene citata come viscontessa di Narbona, unitamente a Garsenda di Guascogna (Gersindæ comitissæ et Adalais vicecomitissæ), vedova del conte Raimondo Ponzio I di Tolosa (quondam Poncius comes), suoi possibili genitori.
Garsenda di Guascogna (Domina Garcendis comitissa quæ fui uxor domni Pontii comitis), nel 972, fece una donazione per l'anima del marito, Raimondo Ponzio I di Tolosa, in cui parte della donazione viene concessa ad Adelaide ed i suoi figli, Raimondo e Ermengardo (Adalaydis et filius eius Ermengaudus et Raymundus).
Garsenda di Guascogna, nel corso di quello stesso anno, 972, redasse il suo testamento, in cui un lascito fu destinato alla viscontessa Adelaide ed ai suoi figli, Raimondo e Ermengardo (Adalais vicecomitissæ et filiis eius Ermengaudo et Regimundo).
Nel 977, la viscontessa Adelaide col consenso dei figli, l'arcivescovo, Ermengardo ed il visconte, Raimondo (Adelaizis vicecomitissa Narbonæ filiique mei consentientes, Ermengaudus venerabilis archipræsul suus successor, et Raimundus vicecomes), fu esecutrice testamentaria del defunto arcivescovo di Narbona, Aimerico (Aimerici sanctae Narbonensis ecclesiæ archipresulis), e in quella occasione fece una donazione per le anime di Raimondo Ponzio I di Tolosa, Matfredo, Oddone I e Richilda (Poncioni comitis defuncti, sive Matfredi vicecomitis, sive Odoni vicecomitis, vel Richildis vicecomitissæ).

Questo avvenimento viene riportato anche dal documento n° XX della Gallia Christiana: In Provincias Ecclesiasticas Distributa, tomus VI.

Anche Jacqueline Caille, nel suo Vicomtes et vicomté de Narbonne, Des origines au début du xiiie siècle, cita l'avvenimento (Parmi les exécuteurs testamentaires de l’archevêque Aimeric, Adalaicis vicecomitissa Narbone qui dit agir du consentement de ses fils Ermengaud, archevêque et Raymond vicomte), ricordando la donazione (Legs propter remedium animae notamment) Matfredi vicecomitis sive Odonis vicecomitis, vel Richildis vicecomitissae).
Adelaide redasse due volte il suo testamento: 
- il 4 ottobre 978[19];
- e dopo il 28 marzo 990, quando lasciò ufficialmente in eredità la viscontea a suo figlio Raimondo, sebbene tecnicamente fosse già visconte[20].
Anche Jacqueline Caille, nel suo Vicomtes et vicomté de Narbonne, Des origines au début du xiiie siècle, cita il secondo testamento (Ego, in Dei nomine, Adalaidis, vicecomitissa: second testament), ricordando i figli (Parmi les bénéficiaires de legs ses fils, Ermengaudus archiepiscopus et Raimundus vicecomes. Ce dernier reçoit ipsum vicecomitatum de Narbona seu Narbonense)[21].

## Figli
Adelaide a Matfredo diede tre figli:
- Raimondo[10] († dopo 1019), Visconte di Narbona[16];
- Ermengardo[10] († dopo 1016), arcivescovo di Narbona[16];
- Trutgarda[10] († dopo 978), badessa a Narbona[19].

### Fonti primarie
- (LA)  Histoire générale de Languedoc avec notes et pièces justificatives, Volume 5.
- (LA)  Marca Hispanica sive Limes hispanicus.
- (LA)  Gallia Christiana: In Provincias Ecclesiasticas Distributa, tomus VI.

### Letteratura storiografica
- (LA)  (FR)  Jacqueline Caille. Vicomtes et vicomté de Narbonne, Des origines au début du xiiie siècle.
- (FR)  Thierry Stasser, "La maison vicomtale de Narbonne aux Xe et XIe siècles", Annales du Midi, v. 204, 1993.